# Schafstädt
Schafstädt is een plaats in de Duitse deelstaat Saksen-Anhalt, en maakt sinds het 1-1-2008 deel uit van de stad Bad Lauchstädt in de Landkreis Saalekreis. Tot die datum was Schafstädt een gemeente.

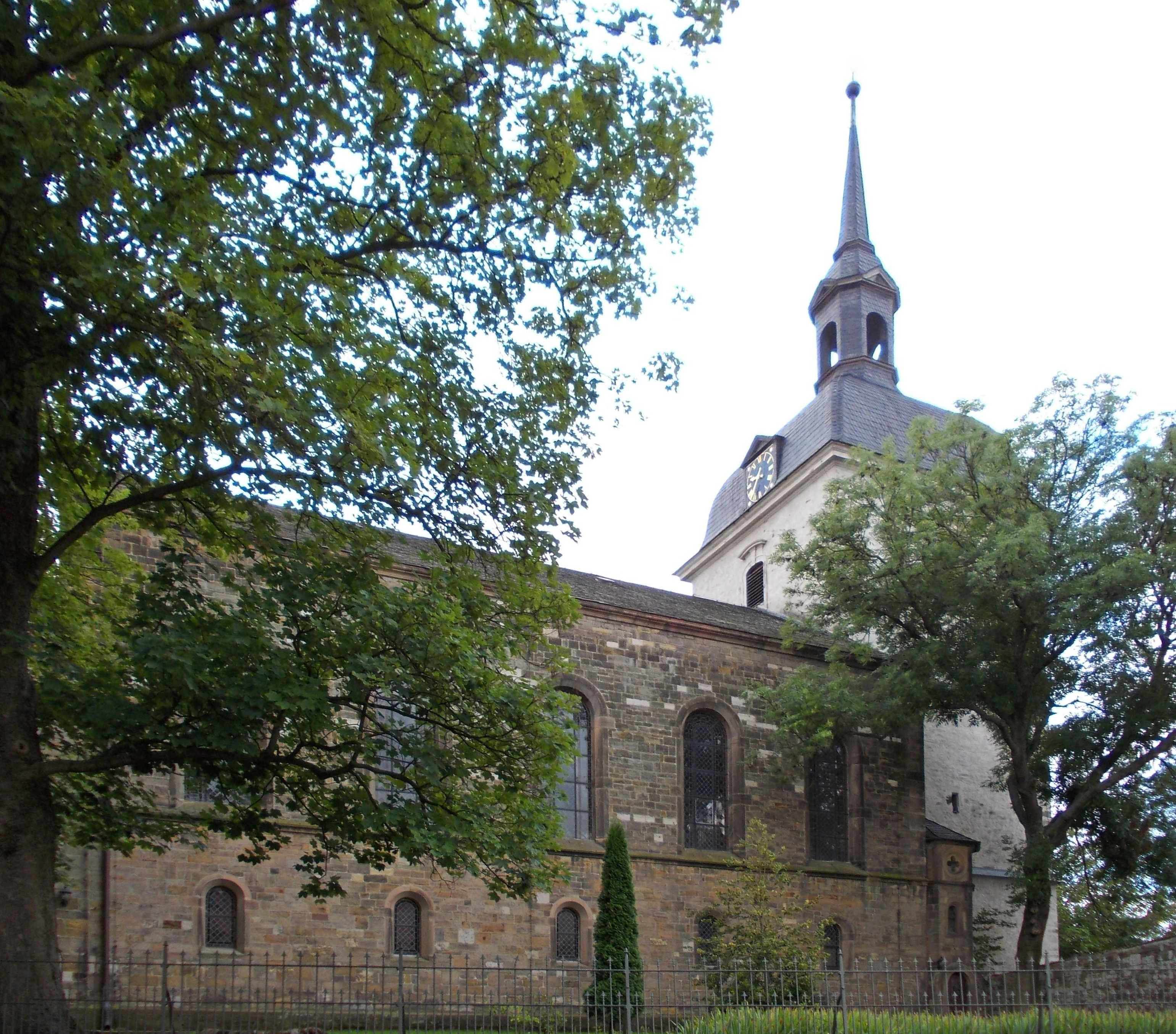
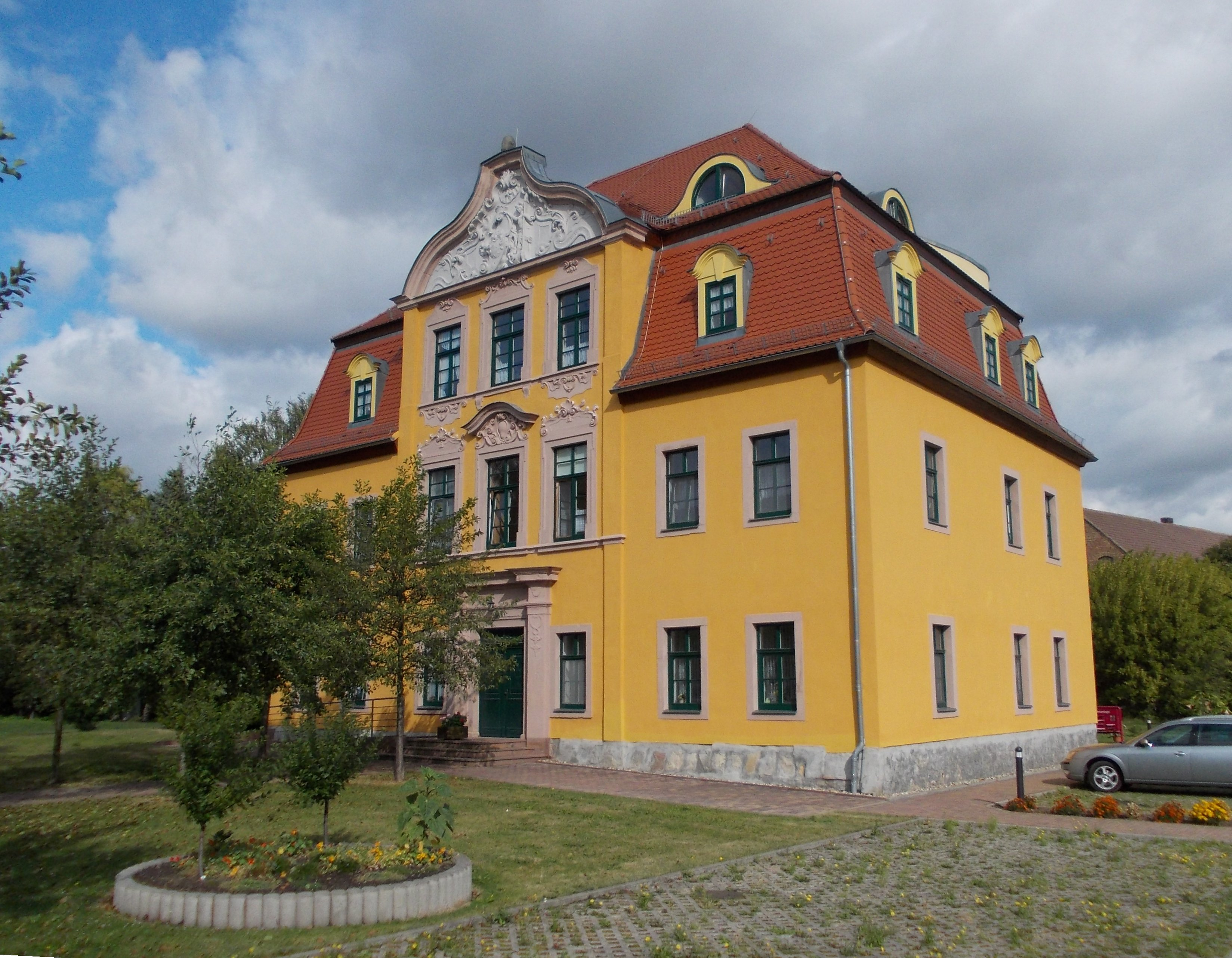
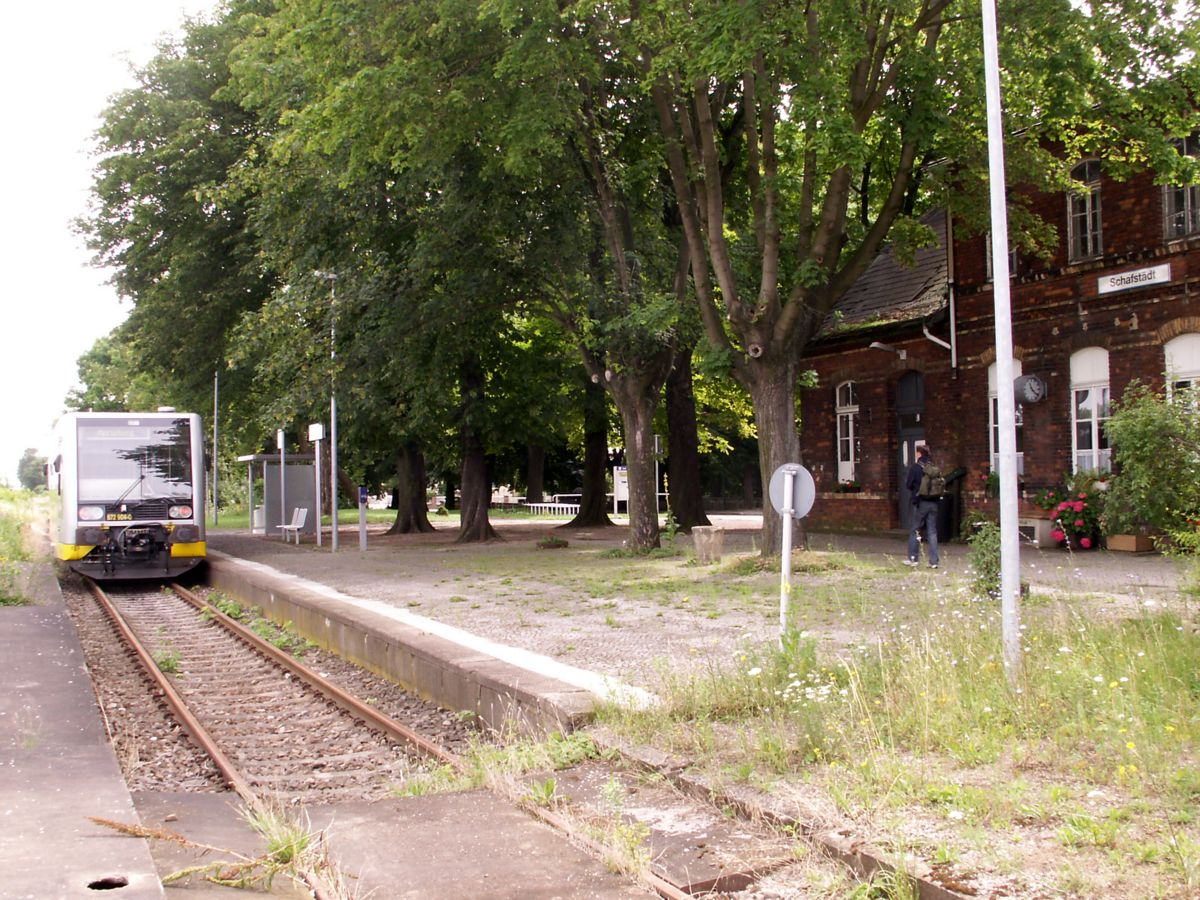

Schafstädt telt 2.176 inwoners.